# アブソルーション
『アブソルーション』（英: Absolution）は、イギリスのロックバンドであるミューズの3作目のスタジオ・アルバム。2003年9月22日にイギリスのレーベル「テイスト・メディア」から発売。全英アルバムチャートで1位を記録。2023年11月17日に20周年記念リマスター盤『Absolution XX Anniversary』を発売した。

## 背景
2002年にミューズはアメリカのレーベル「マヴェリック・レコーズ」から契約を解除され、ヨーロッパを中心に活動することを決める。
この時期のミューズはアメリカでは人気を得ておらず、前作『オリジン・オブ・シンメトリー』がアメリカで発売されなかったことから、システム・オブ・ア・ダウンのサージ・タンキアンが自身のレーベル「サージカル・ストライク」と契約することを打診する。これを受けてマヴェリックはタンキアンに移籍金50万ドルを要求した。タンキアンは条件を飲んでミューズと契約することを検討していたが、ワーナー・ブラザースがタンキアンを通さずにミューズとの契約の準備を進め、2003年にワーナーとの契約に至った。

## 制作
2002年初頭にブライトン郊外のカントリーハウスを6ヶ月間借り、作曲に取り組む。マシュー・ベラミーは当時テリー・ライリーに触発され、ほとんどの楽曲をピアノで作曲した。作詞に影響を与えた出来事として、マヴェリックとの関係の終焉、イラク戦争、アメリカ同時多発テロ事件、アメリカ同時多発テロ事件陰謀説を挙げている。
2002年後半からロンドンのAIRスタジオでプロデューサーのジョン・コーンフィールドとポール・リードと共にレコーディングを開始し、「バタフライズ・アンド・ハリケーンズ」「ブラックアウト」を録音する。その後、アメリカの音楽プロデューサーであるリッチ・コスティが参加し、全体的なプロデュースを務めた。レコーディングは前作同様に一発録りで行い、その上でオーバー・ダビングを行った。
ベラミーはMansonのカスタム・ギターを使用し、アンプはマーシャルとDiezelを使用。ベースのクリス・ウォルステンホルムは3台のマーシャル（1台はクリーン、2台はディストーション）を使用し、配合した。
「ストックホルム・シンドローム」でコスティはベラミーのギターにクラビアのシンセサイザー「Nord Modular」のヴォコーダーを使用し、空洞感のあるホワイトノイズのようなサウンドを作り出した。「タイム・イズ・ランニング・アウト」のイントロのベース音はローランドのシンセサイザーをマーシャルで鳴らしたもの。
サウンドデザインにビジュアルプログラミング言語の「Kyma」を使用。ベラミーはKymaによって「とんでもなくハイファイで明るく、未来的なサウンド」になったと話した。
2003年初頭にミューズとコスティはロンドンの「Livingston Recording Studios」でAIRスタジオで録音したものを完成させた。コスティはミキシングでリバーブをほとんど加えず、マイクによって録音された自然な雰囲気を採用した。その後、ロサンゼルスの「Cello Studios」に場所を移し、3週間かけて録音およびミキシング作業を終えた。
アートワークはストーム・ソーガソンに依頼し、テーマとして「空を見上げる人物が、頭上を通り過ぎる空飛ぶ人々の巨大な部隊を目撃する」を提示した。

## 発売
2003年9月22日にイギリスのレーベル「テイスト・メディア」から発売。全英アルバムチャートで1位を記録。日本では9月15日にcutting edgeから先行発売され、オリコン週間アルバムチャートで28位。アメリカではワーナー・レコードから発売され、Billboard 200で107位、トップ・ヒートシーカーズで1位を記録し、全米チャートに初めてランクインした。イギリス（BPI）で2013年にマルチプラチナ、アメリカ（RIAA）で2016年にプラチナの認定を受けた。
9月8日に先行発売されたシングル「タイム・イズ・ランニング・アウト」は全英シングルチャートで初めてトップ10入りし、イギリス、アメリカでゴールド認定を受けた。2009年に『ケラング!』が発表した「21世紀のベスト・アルバム（50 Best Albums of the 21st Century）」で2位に選出された。
2023年11月17日にボーナストラック、ライブ音源、デモ音源を収録した20周年記念リマスター盤『Absolution XX Anniversary』を発売した。

## 収録曲
| 全作詞: マシュー・ベラミー、全作曲: マシュー・ベラミー、ドミニク・ハワード、クリス・ウォルステンホルム。 |                                                                          |                    |                                                                              |      |
| # | タイトル                                                                 | 作詞               | 作曲・編曲                                                                   | 時間 |
| 1. | 「イントロ - Intro」                                                     | マシュー・ベラミー | マシュー・ベラミー、 ドミニク・ハワード 、 クリス・ウォルステンホルム [ 22 ] | 0:22 |
| 2. | 「アポカリプス・プリーズ - Apocalypse Please」                           | マシュー・ベラミー | マシュー・ベラミー、 ドミニク・ハワード 、 クリス・ウォルステンホルム [ 22 ] | 4:12 |
| 3. | 「タイム・イズ・ランニング・アウト - Time Is Running Out」               | マシュー・ベラミー | マシュー・ベラミー、 ドミニク・ハワード 、 クリス・ウォルステンホルム [ 22 ] | 3:56 |
| 4. | 「シング・フォー・アブソルーション - Sing for Absolution」               | マシュー・ベラミー | マシュー・ベラミー、 ドミニク・ハワード 、 クリス・ウォルステンホルム [ 22 ] | 4:54 |
| 5. | 「ストックホルム・シンドローム - Stockholm Syndrome」                    | マシュー・ベラミー | マシュー・ベラミー、 ドミニク・ハワード 、 クリス・ウォルステンホルム [ 22 ] | 4:58 |
| 6. | 「フォーリング・アウェイ・ウィズ・ユー - Falling Away with You」         | マシュー・ベラミー | マシュー・ベラミー、 ドミニク・ハワード 、 クリス・ウォルステンホルム [ 22 ] | 4:40 |
| 7. | 「インタールード - Interlude」                                           | マシュー・ベラミー | マシュー・ベラミー、 ドミニク・ハワード 、 クリス・ウォルステンホルム [ 22 ] | 0:37 |
| 8. | 「ヒステリア - Hysteria」                                                | マシュー・ベラミー | マシュー・ベラミー、 ドミニク・ハワード 、 クリス・ウォルステンホルム [ 22 ] | 3:47 |
| 9. | 「ブラックアウト - Blackout」                                            | マシュー・ベラミー | マシュー・ベラミー、 ドミニク・ハワード 、 クリス・ウォルステンホルム [ 22 ] | 4:22 |
| 10. | 「バタフライズ・アンド・ハリケーンズ - Butterflies and Hurricanes」      | マシュー・ベラミー | マシュー・ベラミー、 ドミニク・ハワード 、 クリス・ウォルステンホルム [ 22 ] | 5:01 |
| 11. | 「ザ・スモール・プリント - The Small Print」                             | マシュー・ベラミー | マシュー・ベラミー、 ドミニク・ハワード 、 クリス・ウォルステンホルム [ 22 ] | 3:28 |
| 12. | 「エンドレスリー - Endlessly」                                           | マシュー・ベラミー | マシュー・ベラミー、 ドミニク・ハワード 、 クリス・ウォルステンホルム [ 22 ] | 3:49 |
| 13. | 「ソウツ・オブ・ア・ダイング・アシースト - Thoughts of a Dying Atheist」 | マシュー・ベラミー | マシュー・ベラミー、 ドミニク・ハワード 、 クリス・ウォルステンホルム [ 22 ] | 3:11 |
| 14. | 「ルールド・バイ・シークレシー - Ruled by Secrecy」                      | マシュー・ベラミー | マシュー・ベラミー、 ドミニク・ハワード 、 クリス・ウォルステンホルム [ 22 ] | 4:54 |
| 合計時間:                                                                                                | 合計時間:                                                                | 52:19              |                                                                              |      |

### 日本盤
| #         | タイトル                                                                 | 作詞  | 作曲・編曲 | 時間 |
| --------- | ------------------------------------------------------------------------ | ----- | ---------- | ---- |
| 13.       | 「ファリー - Fury」                                                      |       |            | 4:59 |
| 14.       | 「ソウツ・オブ・ア・ダイング・アシースト - Thoughts of a Dying Atheist」 |       |            | 3:11 |
| 15.       | 「ルールド・バイ・シークレシー - Ruled by Secrecy」                      |       |            | 4:54 |
| 合計時間: | 合計時間:                                                                | 57:10 |            |      |

## シングル
1. ストックホルム・シンドローム - Stockholm Syndrome
ミューズのオフィシャルサイトでダウンロード販売。2021年にアメリカのプログレッシヴ・メタルコア・バンドであるERRAがセルフタイトル・アルバムのデラックス版でカバーした[24]。
2. タイム・イズ・ランニング・アウト - Time Is Running Out
全英シングルチャート8位[25]
3. ヒステリア - Hysteria
全英シングルチャート17位[25]
4. シング・フォー・アブソルーション - Sing for Absolution
全英シングルチャート16位[25]
5. アポカリプス・プリーズ - Apocalypse Please
全英シングルダウンロードチャート10位[26]
6. バタフライズ・アンド・ハリケーンズ - Butterflies and Hurricanes
全英シングルチャート14位[25]